# 散花报春
散花报春（学名：Primula effusa）为报春花科报春花属下的一个种。

## 扩展阅读
- 維基物種上的相關：散花报春